# Eren Derdiyok
Eren Derdiyok (født 12. juni 1988 i Basel, Schweiz) er en schweizisk fodboldspiller der spiller som angriber hos den tyrkiske Süperlig-klub Galatasaray. Han han spillet for Galatasaray siden 2016. Tidligere har han optrådt for de schweiziske klubber BSC Old Boys og FC Basel, samt de tyske klubber Bayer 04 Leverkusen og Hoffenheim og den tyrkiske klub Kasimpasa.

## Tidligere liv
Derdiyok blev født i Basel, Schweiz.

## Tidlig karriere
I en tidlig alder spillede han for Basels lokale fodboldklub BSC Old Boys. Med sine 1,91 m højde er Derdiyok en kraftfuld angriber. Han startede sin karriere i BSC Old Boys begyndelsen af 2005-06 sæsonen, hvor han scorede 10 mål i 18 kampe.

## Landshold
Derdiyok står (pr. april 2018) noteret for 56 kampe og 11 scoringer for Schweiz' landshold, som han debuterede for den 6. februar 2008 i en venskabskamp mod England i London. Han var en del af landets trup til både EM i 2008 på hjemmebane, samt til VM i 2010 i Sydafrika.